# Anophthalmus hitleri
Anophtalmus hitleri es una especie de coleóptero ciego cavernícola de la familia de los carábidos encontrado en unas cuevas en Eslovenia cerca de Celje.
El nombre científico del insecto lo asignó un coleccionista alemán, Óscar Scheibel en 1933 en homenaje a Hitler que había accedido al poder en ese mismo año. La especie no tiene características especiales pero debido a su nombre es buscada por coleccionistas.

## Ficción
El Anophtalmus hitleri es un insecto imaginario que aparece en la novela Escarabajo Hitler (2010) del autor londinense Ned Beauman.
En la ficción el animal fue encontrado en unas cuevas de la localidad polaca de Fluek en noviembre de 1935 por el entomólogo británico Philip Erskine y se encontró en una pequeña comunidad en el pecho del cadáver de un soldado bolchevique. Era una especie que carecía de ojos, tenía alas y estaba cubierta de pinchos, con una extraña marca en forma de diamante en su dorso y cuando levantaba sus alas membranosas para prepararse para volar, el dibujo del diamante sobre ellas se deformaba, y durante un instante mostraba un dibujo diferente, una reorganización asimétrica de sus cuatro ángulos rectos, una esvástica.
Por todos estos motivos el descubridor pensó en ponerle un nombre como tributo al nuevo gobernante nazi alemán pero determinó que esta especie no era lo bastante líder sino meramente un precursor, así que lo llamó Anophtalmus himmleri.
La evolución mediante técnicas de eugenesia de este primer espécimen dio como resultado un insecto con fuerza capaz de romper un tarro de vidrio y capaz de devorar en comunidad un hombre. A este animal lo llamó definitivamente Anophtalmus hitleri.
Un ejemplar fue enviado a Hitler por el propio Erskine, que fue respondido y felicitado mediante una carta que representa el inicio de la trama de la novela.[cita requerida]